# 納托馬鎮區 (堪薩斯州奧斯伯恩縣)
納托馬鎮區（英語：Natoma Township）為美國堪薩斯州奧斯伯恩縣轄下的鎮區。2010年美国人口普查中該鎮區人口有367人。

## 地理
納托馬鎮區涵蓋總面積為93.3平方（36.0平方英里），其中92.99平方（35.90平方英里）為陸地，0.31平方（0.12平方英里）或0.33%為水域。海拔高度553（1,814英尺）。

## 人口統計
根據2010年美國人口普查，納托馬鎮區人口有367人，住房245戶，人口密度為3.93人/每平方公里。此鎮區居民之種族中，白人有356人，非裔美國人有3人，美洲原住民有0人，亞裔美國人有5人，太平洋島裔美國人有0人，其他種族有0人，混血種族則有3人。此外此鎮區有7人為西班牙裔或拉丁裔美國人。

## 交通

### 主要公路
- 18號堪薩斯州州道